# San Diego International Airport

i7
i11
i13
Der San Diego International Airport (IATA-Code: SAN, ICAO-Code: KSAN) liegt direkt im Stadtgebiet von San Diego, Kalifornien. Er trägt den Beinamen Lindbergh Field, benannt nach dem Piloten Charles Lindbergh, der 1927 von San Diego aus nach New York und von dort zum ersten Solo-Transatlantikflug der Geschichte aufbrach.
San Diego International hat unter den Verkehrsflughäfen mit nur einer Start- und Landebahn das größte Passagieraufkommen in den USA. Im weltweiten Vergleich liegt er auf dem zweiten Platz, nach London-Gatwick.

## Lage und Verkehrsanbindung

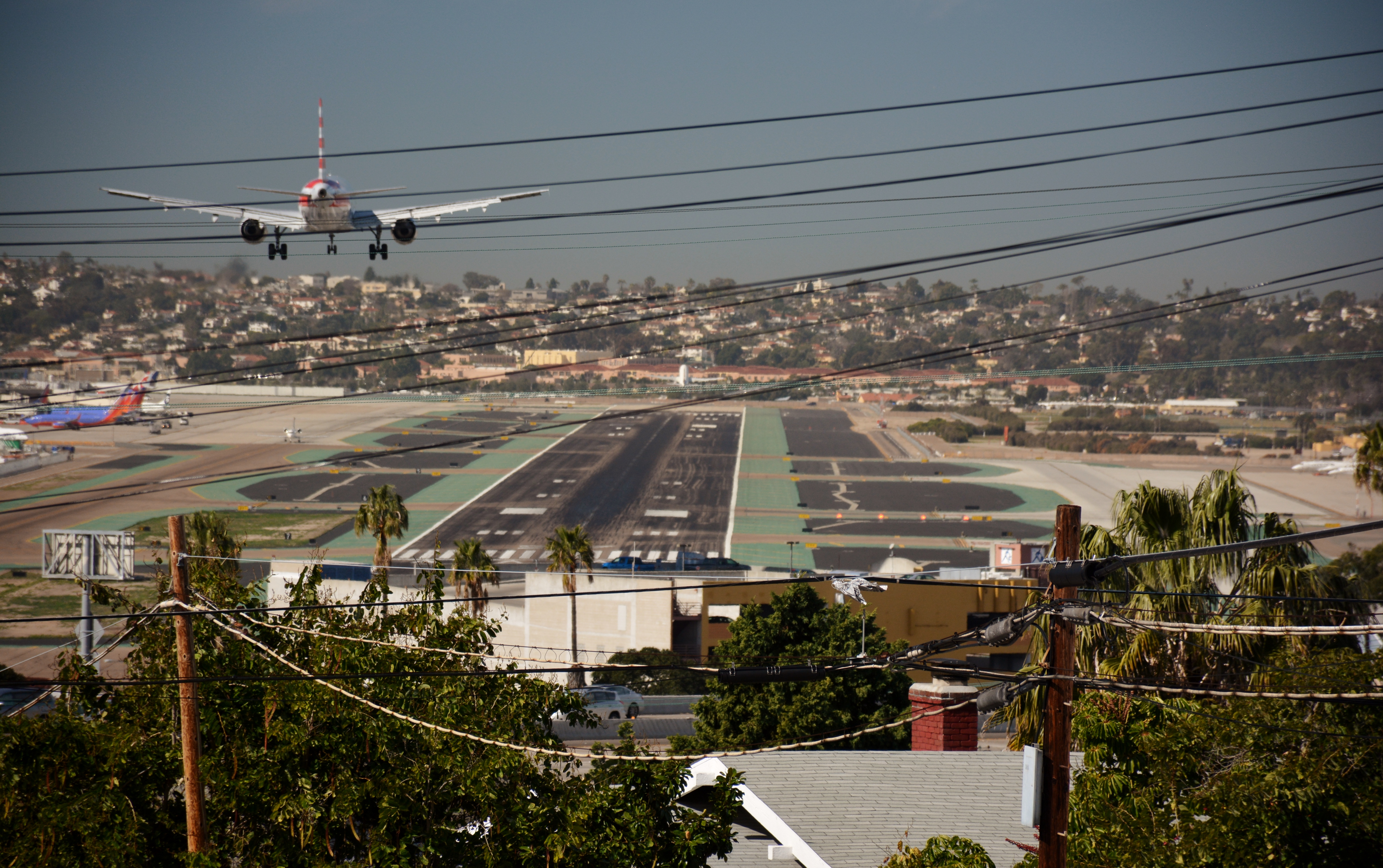
Blick vom Stadtviertel Bankers Hill auf die Start- und Landebahn

Der San Diego International Airport befindet sich drei Kilometer nordwestlich des Stadtzentrums von San Diego. Er liegt an der Interstate 5. Weitere bedeutende Straßen in der Umgebung sind die Interstate 8 und die California State Route 163. Außerdem verläuft auch die ehemalige California State Route 209 nordwestlich des Flughafens.
Der San Diego International Airport ist per Bus und Straßenbahn in den Öffentlichen Personennahverkehr eingebunden. Die Route 992 des San Diego Metropolitan Transit System und die San Diego Trolley Green Line fahren den Flughafen regelmäßig an.

## Geschichte
Am 10. Mai 1927 startete Charles Lindbergh von der Landebahn der Ryan Airlines, dem Hersteller seines Flugzeugs, seinen transatlantischen Flug. Inspiriert durch den Erfolg Lindberghs eröffnete die Stadt San Diego am 16. August 1928 einen Flughafen mit dem Namen San Diego Municipal Airport – Lindbergh Field; der erste, staatlich anerkannte Flughafen, der Flugzeuge aller Klassen (inkl. Seeflugzeuge) abfertigen konnte. Im Jahr 1934 wurde der Flughafen durch das US-amerikanische Bundesfinanzministerium in den Rang eines 'internationalen Flughafens' erhoben und der Name in den heute noch gültigen San Diego International Airport geändert.
Nach dem Eintritt der Vereinigten Staaten in den Zweiten Weltkrieg übernahm 1942 das United States Army Air Corps den Flughafen und baute in den Folgejahren die heutige Start- und Landebahn mit einer Länge von 2667 Metern, um den Einsatz von strategischen Bombern zu ermöglichen. Dadurch war der Flughafen schon Jahre vor Einführung der zivilen Großraumflugzeuge auf deren Abfertigung vorbereitet. Nach Kriegsende richtete die Pacific Southwest Airlines 1949 ihren Hauptsitz in San Diego ein und eröffnete eine wöchentlich beflogene Flugverbindung nach Oakland.
Im September 1960 setzte United Airlines als erste Fluggesellschaft auf Linienflügen nach San Diego Strahlflugzeuge ein, American Airlines folgte wenige Wochen später. Damit begann für den San Diego International Airport das Jetzeitalter. Am 18. Dezember 1962 wurde der San Diego Unified Port District gegründet, welcher anschließend zum Eigentümer und Betreiber des Flughafens wurde. Nachdem in den 1960er Jahren der Flugverkehr in San Diego stetig gestiegen war, wurden neue Räumlichkeiten nötig. Aufgrund dessen wurde das neue 'Terminal East' (heutiges Terminal 1) gebaut und am 5. März 1967 eröffnet. Die Kapazität des Flughafens wurde in den Folgejahren durch die Eröffnung des 'Terminal West' (heutiges Terminal 2) am 11. Juli 1979 erhöht. Im Januar 1982 begann Southwest Airlines, den Flughafen zu nutzen. Am 30. Oktober 1983 begann United Airlines, Linienflüge nach Honolulu durchzuführen, zuvor wurden keine Linienflüge von San Diego nach Hawaii angeboten. Am 1. Juni 1988 folgte British Airways mit Flügen nach London. 
Am 23. Juli 1996 wurde zusätzlich ein 'Commuter Terminal' in Betrieb genommen. Am 7. Januar 1998 wurde außerdem eine Erweiterung des Terminal 2 eröffnet. Am 1. Januar 2003 ging der Flughafen vom Port of San Diego auf die San Diego Regional Airport Authority über, welche den Flughafen seitdem betreibt. Anschließend wurde der Name des Flughafens in San Diego International Airport geändert, der Name Lindbergh Field wird seitdem nicht mehr verwendet.
Am 8. Juli 2009 wurde durch den Betreiber der Grundstein für eine Erweiterung des Terminal 2 gelegt. Das Projekt, welches den Namen 'The Green Build' trug und ein historisches Budget in Höhe von 1 Mrd. US-Dollar hatte, sollte den Flughafen an die künftigen Erfordernisse des internationalen Flugverkehrs anpassen. Unter anderem wurden zehn neue Flugsteige gebaut, eine erleichterte Anreise ermöglicht (durch das Trennen von ankommenden und abreisenden Passagieren) und Maßnahmen für einen nachhaltigen Umgang mit Energie getroffen. Der Abschluss des Projekts erfolgte am 13. August 2013. Zu Beginn des Jahres 2016 wurde ein Großteil der Autovermietungen in ein gemeinsames Gebäude verlegt, welches nördlich der Start- und Landebahn liegt. Mit den südlich der Start- und Landebahn gelegenen Passagierterminals wird es seitdem durch Shuttlebusse verbunden.

## Flughafenanlagen

Flughafendiagramm

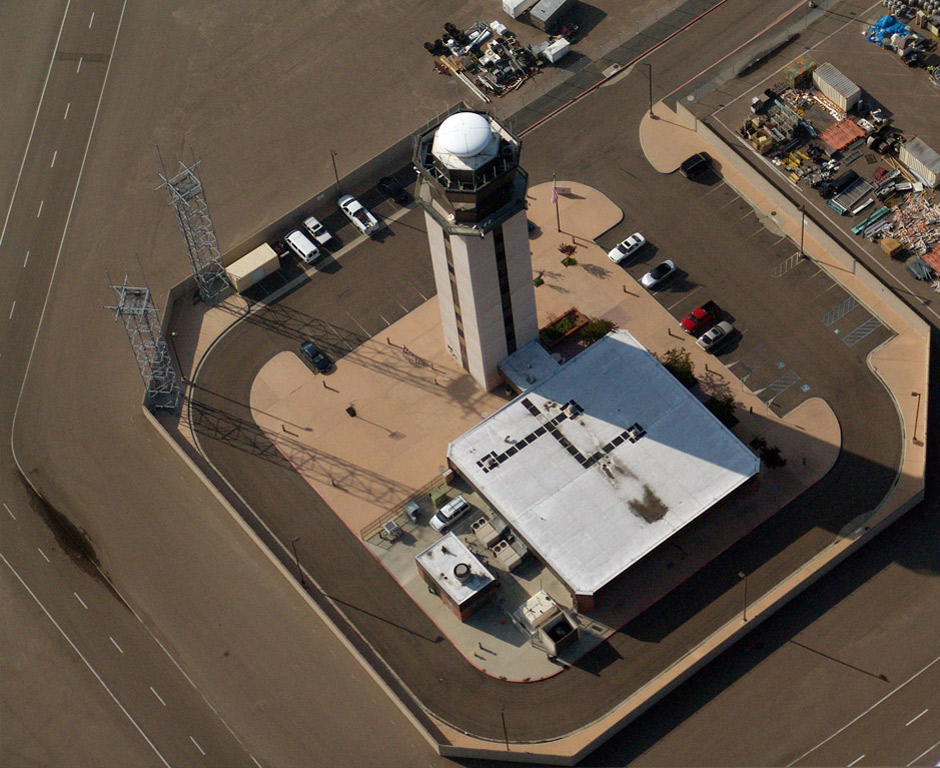
Der Kontrollturm

Der San Diego International Airport hat eine Gesamtfläche von 267 Hektar.

### Start- und Landebahn
Der San Diego International Airport verfügt über eine Start- und Landebahn. Diese ist 2865 Meter lang und 61 Meter breit. Der Belag besteht zum Teil aus Asphalt und Beton.
Die Möglichkeit der Errichtung einer zweiten Start- und Landebahn wurde bereits mehrmals geprüft, erwies sich jedoch immer als nicht durchführbar.

### Passagierterminals
Der San Diego International Airport verfügt über zwei Passagierterminals. Beide Terminals liegen südlich der Start- und Landebahn des Flughafens.

#### Terminal 1
Das Terminal 1 wurde ursprünglich im Jahr 1967 als East Terminal eröffnet und soll im Jahr 2028 durch ein neues Terminal ersetzt werden. Es verfügt heute über 19 Flugsteige und ebenso viele Fluggastbrücken. Das Terminal wird von Allegiant Air, Frontier Airlines, Southwest Airlines, Spirit Airlines und Sun Country Airlines genutzt.

#### Terminal 2

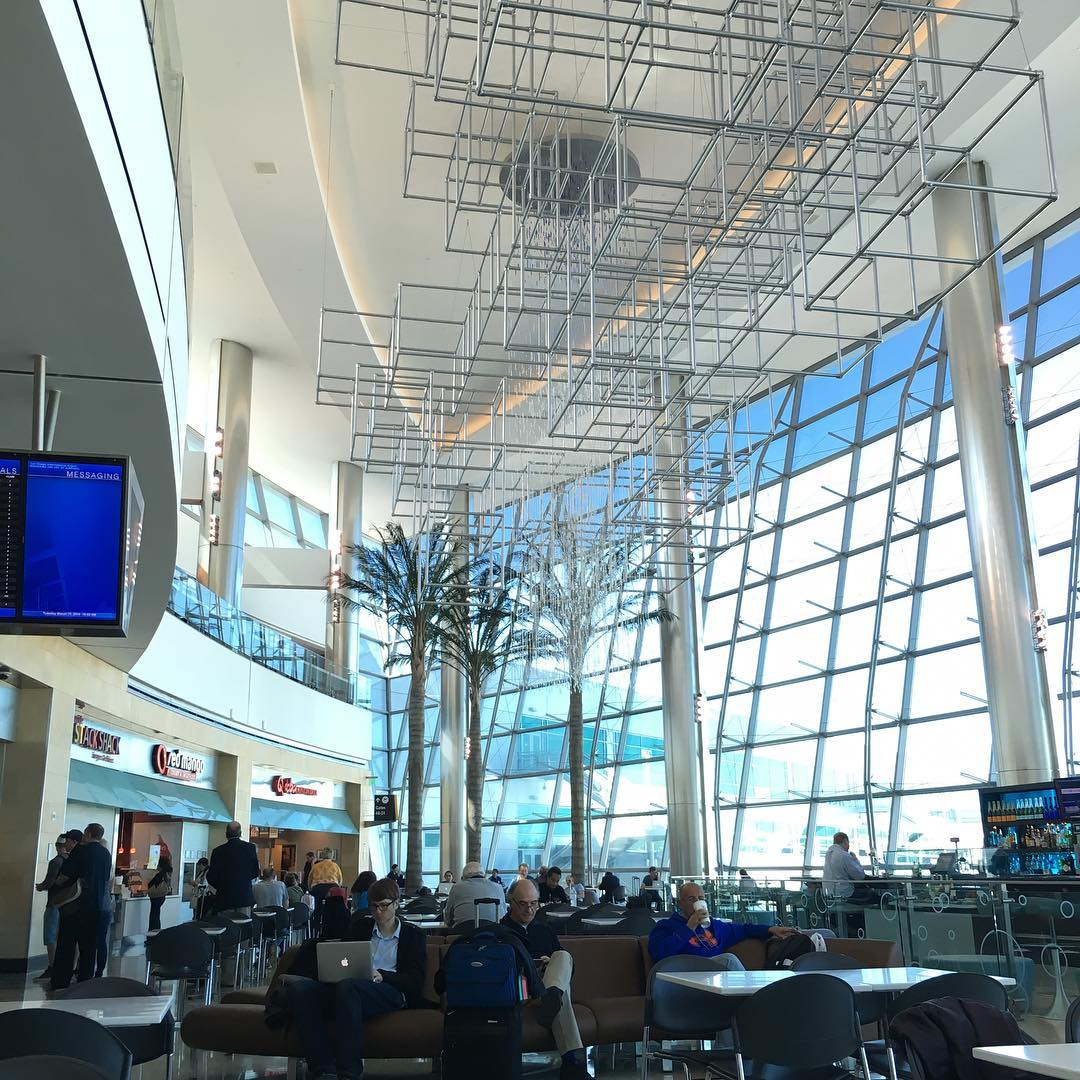
Innenansicht von Terminal 2

Das Terminal 2 wurde ursprünglich am 18. April 1979 als West Terminal eröffnet. In den Jahren 1998 und 2013 wurden Erweiterungen des Terminals abgeschlossen. Terminal 2 verfügt über 32 Flugsteige und ebenso viele Fluggastbrücken. Es wird von Air Canada, Alaska Airlines, American Airlines, British Airways, Delta Air Lines, Edelweiss Air, Hawaiian Airlines, Japan Airlines, Jetblue Airways, Lufthansa, United Airlines und Westjet Airlines genutzt.

### Ehemalige Passagierterminals

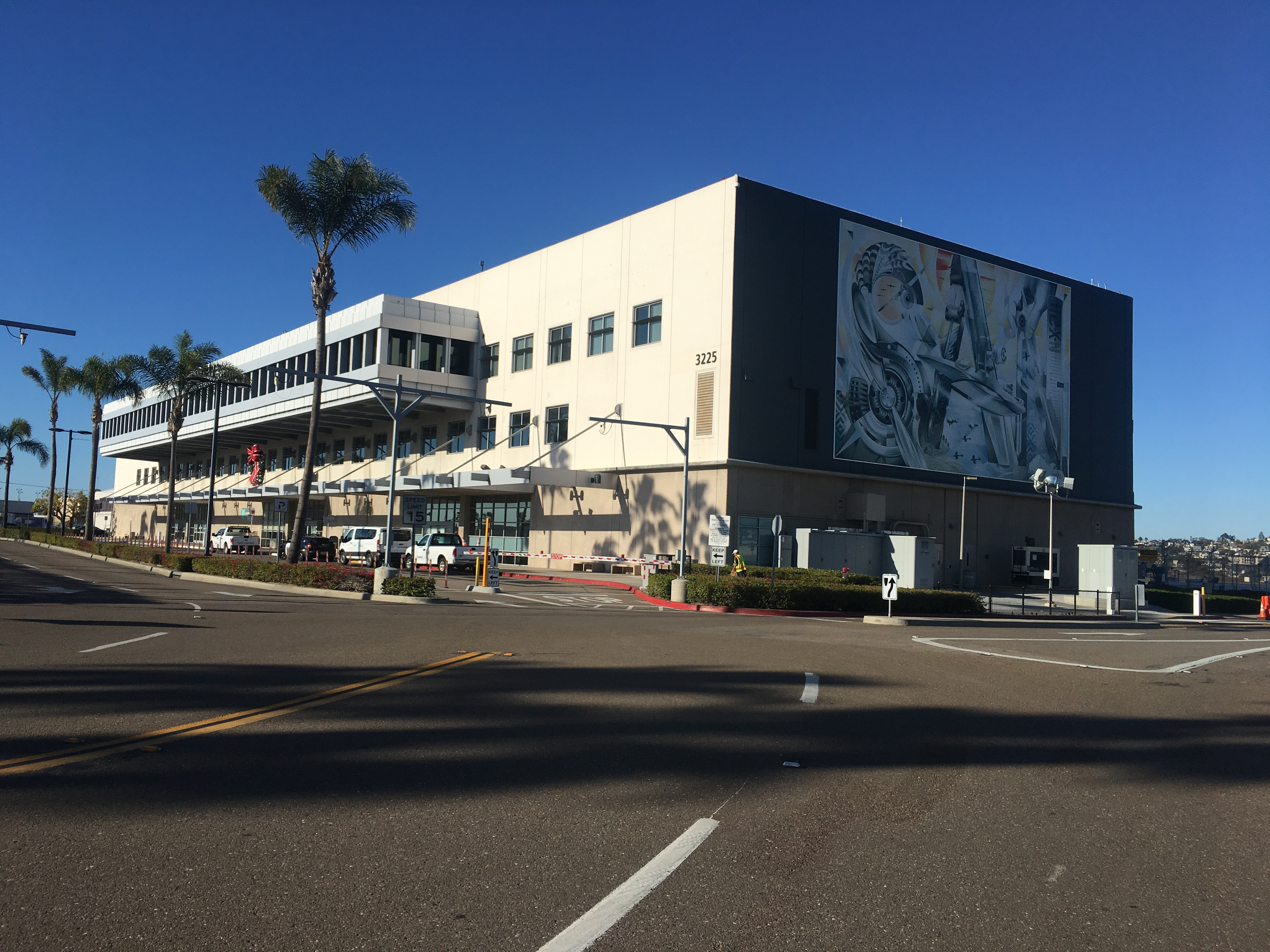
Das ehemalige Commuter Terminal

Der San Diego International Airport verfügte von 1996 bis 2015 über ein Passagierterminal für Regionalfluggesellschaften, welches als Commuter Terminal bezeichnet wurde. Es befand sich östlich von Terminal 1 und wurde zuletzt von American Eagle, Seaport Airlines und United Express genutzt.

## Fluggesellschaften und Ziele
Der San Diego International Airport war zwischenzeitlich der Heimatflughafen der Pacific Southwest Airlines. Heute wird er von insgesamt 17 Fluggesellschaften genutzt. Southwest Airlines hatte im Jahr 2018 mit 37,8 Prozent den mit Abstand größten Marktanteil bei den Passagieren, gefolgt von Alaska Airlines mit 13,7 Prozent und United Airlines einschließlich United Express mit 13,0 Prozent. 
Der San Diego International Airport wird von den Fluggesellschaften vor allem an die jeweiligen Drehkreuze angebunden. Zusätzlich bestehen internationale Direktverbindungen unter anderem auch nach Deutschland und in die Schweiz;  die Ziele im deutschsprachigen Raum sind München und saisonal Zürich.

## Verkehrszahlen
| Verkehrszahlen des San Diego International Airport 1949–2018 | Verkehrszahlen des San Diego International Airport 1949–2018 | Verkehrszahlen des San Diego International Airport 1949–2018 | Verkehrszahlen des San Diego International Airport 1949–2018 | Verkehrszahlen des San Diego International Airport 1949–2018 | Verkehrszahlen des San Diego International Airport 1949–2018 | Verkehrszahlen des San Diego International Airport 1949–2018 |
| Jahr                                                         | Fluggastaufkommen                                            | Fluggastaufkommen                                            | Fluggastaufkommen                                            | Luftfracht (Tonnen)                                          | Luftpost (Tonnen)                                            | Flugbewegungen                                               |
| Jahr                                                         | National                                                     | International                                                | Gesamt                                                       | Luftfracht (Tonnen)                                          | Luftpost (Tonnen)                                            | Flugbewegungen                                               |
| ------------------------------------------------------------ | ------------------------------------------------------------ | ------------------------------------------------------------ | ------------------------------------------------------------ | ------------------------------------------------------------ | ------------------------------------------------------------ | ------------------------------------------------------------ |
| 2018                                                         | 23.195.614                                                   | 1.042.686                                                    | 24.238.300                                                   | 152.213                                                      | 22.286                                                       | 225.058                                                      |
| 2017                                                         | 21.299.172                                                   | 874.321                                                      | 22.173.493                                                   | 150.715                                                      | 21.257                                                       | 209.563                                                      |
| 2016                                                         | 19.963.645                                                   | 765.708                                                      | 20.729.353                                                   | 152.658                                                      | 18.887                                                       | 197.132                                                      |
| 2015                                                         | 19.382.504                                                   | 698.754                                                      | 20.081.258                                                   | 143.228                                                      | 19.086                                                       | 193.712                                                      |
| 2014                                                         | 18.085.474                                                   | 673.277                                                      | 18.758.751                                                   | 137.493                                                      | 18.688                                                       | 191.761                                                      |
| 2013                                                         | 17.082.645                                                   | 627.596                                                      | 17.710.241                                                   | 130.490                                                      | 16.794                                                       | 187.970                                                      |
| 2012                                                         | 16.733.530                                                   | 516.735                                                      | 17.250.265                                                   | 124.929                                                      | 16.332                                                       | 186.251                                                      |
| 2011                                                         | 16.484.727                                                   | 406.963                                                      | 16.891.690                                                   | 121.243                                                      | 15.105                                                       | 185.143                                                      |
| 2010                                                         | 16.657.064                                                   | 232.558                                                      | 16.889.622                                                   | 100.538                                                      | 14.911                                                       | 190.137                                                      |
| 2009                                                         | 16.778.666                                                   | 195.506                                                      | 16.974.172                                                   | 94.898                                                       | 15.359                                                       | 199.210                                                      |
| 2008                                                         | 17.909.498                                                   | 216.135                                                      | 18.125.633                                                   | 106.666                                                      | 14.821                                                       | 226.157                                                      |
| 2007                                                         | 18.056.944                                                   | 269.790                                                      | 18.326.734                                                   | 125.224                                                      | 15.107                                                       | 234.370                                                      |
| 2006                                                         | 17.207.913                                                   | 274.029                                                      | 17.481.942                                                   | 150.358                                                      | 38.302                                                       | 225.784                                                      |
| 2005                                                         | 17.086.248                                                   | 286.273                                                      | 17.372.521                                                   | 141.892                                                      | 28.391                                                       | 225.423                                                      |
| 2004                                                         | 16.222.726                                                   | 154.578                                                      | 16.377.304                                                   | 110.531                                                      | 27.594                                                       | 212.468                                                      |
| 2003                                                         | 15.000.248                                                   | 260.543                                                      | 15.260.791                                                   | 113.540                                                      | 26.716                                                       | 202.878                                                      |
| 2002                                                         | 14.634.199                                                   | 297.655                                                      | 14.913.854                                                   | 119.687                                                      | 30.951                                                       | 205.553                                                      |
| 2001                                                         | 14.661.959                                                   | 280.102                                                      | 14.942.061                                                   | 107.486                                                      | 27.230                                                       | 206.714                                                      |
| 2000                                                         | 15.532.542                                                   | 213.903                                                      | 15.746.445                                                   | 105.091                                                      | 34.044                                                       | 207.644                                                      |
| 1999                                                         | 14.732.532                                                   | 238.729                                                      | 14.971.261                                                   | 96.407                                                       | 31.109                                                       | 222.356                                                      |
| 1998                                                         | 14.024.054                                                   | 316.393                                                      | 14.340.447                                                   | 87.399                                                       | 30.546                                                       | 223.257                                                      |
| 1997                                                         | 13.681.619                                                   | 219.093                                                      | 13.900.712                                                   | 80.722                                                       | 17.716                                                       | 224.195                                                      |
| 1996                                                         | 13.237.884                                                   | 223.477                                                      | 13.461.361                                                   | 65.975                                                       | 27.024                                                       | 224.466                                                      |
| 1995                                                         | 12.746.594                                                   | 161.801                                                      | 12.908.395                                                   | 64.167                                                       | 24.435                                                       | 245.280                                                      |
| 1994                                                         | 12.477.330                                                   | 204.655                                                      | 12.681.985                                                   | 64.562                                                       | 21.611                                                       | 221.044                                                      |
| 1993                                                         | 11.602.437                                                   | 215.269                                                      | 11.817.706                                                   | 54.349                                                       | 17.055                                                       | 208.506                                                      |
| 1992                                                         | 11.571.738                                                   | 187.353                                                      | 11.759.091                                                   | 47.151                                                       | 15.760                                                       | 213.983                                                      |
| 1991                                                         | 10.991.597                                                   | 194.323                                                      | 11.185.920                                                   | 43.702                                                       | 12.085                                                       | 206.487                                                      |
| 1990                                                         | 10.860.772                                                   | 76.254                                                       | 10.937.026                                                   | 47.919                                                       | 13.885                                                       | 212.553                                                      |
| 1989                                                         | -                                                            | -                                                            | 11.111.080                                                   | 41.100                                                       | 12.482                                                       | 207.388                                                      |
| 1988                                                         | -                                                            | -                                                            | 10.748.729                                                   | 41.813                                                       | 11.894                                                       | 204.588                                                      |
| 1987                                                         | -                                                            | -                                                            | 9.801.030                                                    | 31.951                                                       | 12.255                                                       | 198.183                                                      |
| 1986                                                         | -                                                            | -                                                            | 9.084.438                                                    | 29.009                                                       | 10.825                                                       | 170.095                                                      |
| 1985                                                         | -                                                            | -                                                            | 7.937.806                                                    | 18.001                                                       | 10.899                                                       | 162.412                                                      |
| 1984                                                         | -                                                            | -                                                            | 7.173.272                                                    | 17.607                                                       | 12.547                                                       | 151.532                                                      |
| 1983                                                         | -                                                            | -                                                            | 6.547.439                                                    | 18.233                                                       | 11.334                                                       | 141.910                                                      |
| 1982                                                         | -                                                            | -                                                            | 5.630.343                                                    | 16.115                                                       | 9.492                                                        | 133.691                                                      |
| 1981                                                         | -                                                            | -                                                            | 5.022.152                                                    | 16.368                                                       | 9.149                                                        | 137.346                                                      |
| 1980                                                         | -                                                            | -                                                            | 5.213.356                                                    | 16.328                                                       | 8.701                                                        | 144.691                                                      |
| 1979                                                         | -                                                            | -                                                            | 6.541.820                                                    | 17.787                                                       | 7.992                                                        | 176.712                                                      |
| 1978                                                         | -                                                            | -                                                            | 6.185.583                                                    | 17.500                                                       | 7.545                                                        | 203.808                                                      |
| 1977                                                         | -                                                            | -                                                            | 5.447.648                                                    | 15.769                                                       | 6.254                                                        | 201.689                                                      |
| 1976                                                         | -                                                            | -                                                            | 4.912.368                                                    | 14.852                                                       | 4.929                                                        | 207.401                                                      |
| 1975                                                         | -                                                            | -                                                            | 4.490.668                                                    | 14.024                                                       | 3.955                                                        | 195.016                                                      |
| 1974                                                         | -                                                            | -                                                            | 4.410.972                                                    | 14.251                                                       | 3.799                                                        | 190.826                                                      |
| 1973                                                         | -                                                            | -                                                            | 4.274.286                                                    | 15.169                                                       | 4.408                                                        | 197.627                                                      |
| 1972                                                         | -                                                            | -                                                            | 3.915.395                                                    | 13.022                                                       | 4.934                                                        | 198.013                                                      |
| 1971                                                         | -                                                            | -                                                            | 3.464.174                                                    | 10.559                                                       | 5.143                                                        | 200.295                                                      |
| 1970                                                         | -                                                            | -                                                            | 3.341.391                                                    | 11.438                                                       | 6.474                                                        | 217.130                                                      |
| 1969                                                         | -                                                            | -                                                            | 3.320.576                                                    | 9.361                                                        | 6.830                                                        | 212.069                                                      |
| 1968                                                         | -                                                            | -                                                            | 2.958.053                                                    | 8.048                                                        | 6.097                                                        | 215.355                                                      |
| 1967                                                         | -                                                            | -                                                            | 2.486.213                                                    | 6.253                                                        | 4.337                                                        | 184.160                                                      |
| 1966                                                         | -                                                            | -                                                            | 2.048.034                                                    | 5.075                                                        | 3.483                                                        | 181.469                                                      |
| 1965                                                         | -                                                            | -                                                            | 1.632.833                                                    | 4.558                                                        | 2.550                                                        | 161.737                                                      |
| 1964                                                         | -                                                            | -                                                            | 1.319.855                                                    | 3.617                                                        | 216                                                          | 138.042                                                      |
| 1963                                                         | -                                                            | -                                                            | 1.152.065                                                    | 3.520                                                        | 2.444                                                        | 144.290                                                      |
| 1962                                                         | -                                                            | -                                                            | 951.655                                                      | 3.722                                                        | 1.992                                                        | 122.397                                                      |
| 1961                                                         | -                                                            | -                                                            | 883.288                                                      | 3.345                                                        | 1.843                                                        | 116.311                                                      |
| 1960                                                         | -                                                            | -                                                            | 878.669                                                      | 2.787                                                        | 1.580                                                        | 120.925                                                      |
| 1959                                                         | -                                                            | -                                                            | 786.798                                                      | 2.840                                                        | 1.234                                                        | 128.155                                                      |
| 1958                                                         | -                                                            | -                                                            | 698.543                                                      | 2.724                                                        | 1.107                                                        | 166.310                                                      |
| 1957                                                         | -                                                            | -                                                            | 682.609                                                      | 2.584                                                        | 1.033                                                        | 138.633                                                      |
| 1956                                                         | -                                                            | -                                                            | 582.120                                                      | 2.229                                                        | 905                                                          | 124.842                                                      |
| 1955                                                         | -                                                            | -                                                            | 496.641                                                      | 1.977                                                        | 786                                                          | 125.561                                                      |
| 1954                                                         | -                                                            | -                                                            | 426.600                                                      | 1.391                                                        | 780                                                          | 113.488                                                      |
| 1953                                                         | -                                                            | -                                                            | 402.674                                                      | 1.188                                                        | 783                                                          | 90.210                                                       |
| 1952                                                         | -                                                            | -                                                            | 390.427                                                      | 1.021                                                        | 797                                                          | 89.802                                                       |
| 1951                                                         | -                                                            |                                                              | 321.189                                                      | 906                                                          | 825                                                          | 87.674                                                       |
| 1950                                                         | -                                                            | -                                                            | 193.373                                                      | 1.012                                                        | 534                                                          | 77.151                                                       |
| 1949                                                         | -                                                            | -                                                            | 139.327                                                      | 993                                                          | 514                                                          | 106.451                                                      |

### Verkehrsreichste Strecken
| Rang | Stadt                       | Passagiere | Fluggesellschaft                          |
| ---- | --------------------------- | ---------- | ----------------------------------------- |
| 01   | San Francisco, Kalifornien  | 0944.720   | Alaska, Southwest, United/United Express  |
| 02   | Phoenix–Sky Harbor, Arizona | 0626.950   | American, Southwest                       |
| 03   | Denver, Colorado            | 0618.940   | Frontier, Southwest, United               |
| 04   | Seattle/Tacoma, Washington  | 0599.480   | Alaska, Delta, Southwest                  |
| 05   | Las Vegas, Nevada           | 0568.230   | Delta/Delta Connection, Southwest, Spirit |
| 06   | San José, Kalifornien       | 0551.720   | Alaska, Southwest                         |
| 07   | Sacramento, Kalifornien     | 0536.720   | Alaska, Southwest                         |
| 08   | Dallas/Fort Worth, Texas    | 0497.170   | American, Spirit                          |
| 09   | Chicago–O'Hare, Illinois    | 0484.090   | American, Spirit, United                  |
| 10   | Oakland, Kalifornien        | 0432.090   | Southwest                                 |

## Zwischenfälle
- Am 3. März 1946 wurde eine Douglas DC-3-277B der American Airlines (Luftfahrzeugkennzeichen NC21799) im Anflug auf den Flughafen San Diego in einer Höhe von 4860 Fuß (1480 Metern) gegen den Berg Thing Mountain geflogen. Durch diesen CFIT (Controlled flight into terrain) wurden alle 25 Insassen getötet, drei Besatzungsmitglieder und 22 Passagiere.[24]

- Am 24. Dezember 1946 wurde eine Douglas DC-3A der US-amerikanischen Western Air Lines (NC45395) nahe dem heutigen Mount Laguna Observatory 80 Kilometer östlich des Flughafens San Diego in die Ostflanke des Mount Cuyapaipe geflogen, da die Piloten zu früh den Sinkflug eingeleitet hatten. Durch diesen CFIT (Controlled flight into terrain) wurden alle 12 Insassen getötet, drei Besatzungsmitglieder und 9 Passagiere.[25]

- Am 30. März 1952 wurde eine Curtiss C-46 Commando eines privaten US-amerikanischen Betreibers (Luftfahrzeugkennzeichen unbekannt) gegen den Berg Otay (Kalifornien, USA) geflogen und explodierte. Die aus La Paz (Baja California Sur) (Mexiko) kommende Maschine war im Anflug auf den 35 Kilometer nordwestlich gelegenen Flughafen San Diego/Lindbergh Field. Durch diesen CFIT (Controlled flight into terrain) wurden beide Piloten getötet, die einzigen Insassen auf dem Frachtflug.[26]

- Am 18. August 1953 wurde eine Curtiss C-46A-1-CU Commando der mexikanischen Aerovias Contreras (XA-GOT) ostsüdöstlich des Flughafens San Diego in einen Hügel geflogen. Bei diesem CFIT (Controlled flight into terrain) wurden beide Piloten getötet, die einzigen Insassen auf dem Frachtflug.[27]

- Am 25. September 1978 kam es während des Landeanflugs einer Boeing 727-214 (N533PS) der Pacific Southwest Airlines auf den San Diego International Airport zu einer Kollision mit einer Cessna 172. Bei dem resultierenden Absturz wurden alle 137 Personen an Bord beider Flugzeuge und weitere sieben Personen am Boden getötet (siehe auch Pacific-Southwest-Airlines-Flug 182).[28][29]